# ALL LIVE BEST
『ALL LIVE BEST』（オール ライブ ベスト）は、スガシカオのライブ・ベストアルバム。

## 概要
- Disc 1はそれまでのライブ音源から、Disc 2は2006年にLIQUIDROOMにて行われたライヴ音源から収録。
- 同年12月末までの期間限定生産商品。
- 初回生産限定盤には、「爆笑! 伝説のスガ シカオMC傑作集」というCD付。

## 収録曲

### Disc 1
- （History Live音源）

1. 午後のパレード（'07 日本武道館）
2. 19才（'07 日本武道館）
3. アシンメトリー（'05 グランキューブ大阪）
4. ドキドキしちゃう（'04 STUDIO COAST）
5. ストーリー（'03 横浜赤レンガホール）
6. リンゴ・ジュース（'02 渋谷公会堂）
7. 夕立ち（'99 NHKホール）
8. ぼくたちの日々（'99 NHKホール）
9. 夜明けまえ（'99 NHKホール）
10. 日曜日の午後（'99 NHKホール）
11. In My Life（'99 日本武道館）
12. 月とナイフ（'99 日本武道館）
13. ヒットチャートをかけぬけろ（'97 ON AIR WEST）
14. 春夏秋冬（'07 STUDIO SESSION）

### Disc 2
- （Hitori Sugar Tour '06 in LIQUIDROOM）

1. 黄金の月
2. ひとりごと
3. 斜陽
4. June
5. あだゆめ
6. 夜空ノムコウ
7. 19才
8. 真夏の夜のユメ
9. 7月7日
10. 愛について

### Disc 3
- 爆笑! 伝説のスガ シカオMC傑作集

1. Opening
2. キング・オブ・ファンク!?
3. 悲しいお知らせ
4. ボディソープ
5. 牛タン
6. シャカイノマド
7. 慰謝料
8. ロンリードライブ
9. イメージ
10. i-pod
11. 男子校
12. デビュー・シングル
13. 名言「ライブは…」
14. もしもメンバーがクラスメイトだったら〜その1〜
15. もしもメンバーがクラスメイトだったら〜その2〜
16. ミュージシャン・フィギア
17. 居酒屋NOTE
18. 通販でショッピング
19. 失言1
20. 失言2
21. 失言3
22. 失言4
23. ファンレター♥
24. モノマネ?
25. おふくろ
26. MCスタイル

Disc 1 
- スガシカオ：Vocal, Guitar
- 森俊之：Keyboards (#1-13)
- 間宮工：Guitar (#1-13)
- 松原秀樹：Bass (#1-6)
- 沼澤尚：Drums (#1-12)
- 大滝裕子：Chorus (#1-12)
- 斎藤久美：Chorus (#1-6)
- 今野均、桐山なぎさ：Violin (#1.2)
- 渡辺一雄：Viola (#1.2)
- 笠原あやの：Cello (#1.2)
- 坂本竜太：Bass (#7-14)
- 羽田智子：Chorus (#11.12)
- 中島オバヲ：Percussion (#11.12)
- あらきゆうこ：Drums (#13)
- 岸田容男：Drums (#14)
- 田中義人：Guitar (#14)
- 林田裕一：Keyboards (#14)

Disc 2 
- スガシカオ：Vocal, Guitar
- 今野均、桐山なぎさ：Violin
- 渡辺一雄：Viola
- 笠原あやの：Cello